# Макаровка (Высокогорский район)
 Макаровка (тат. Макаровка, Makarofka, тат. Макар, Maqar) — деревня в Высокогорском районе Татарстана. Входит в состав Семиозерского сельского поселения.

## География
Находится в северо-западной части Татарстана на расстоянии приблизительно 10 км на запад по прямой от районного центра посёлка Высокая Гора у реки Солонка.

## История
Известна с 1653 года.

## Население
Постоянных жителей было: в 1782 году — 33 души мужского пола, в 1859—139, в 1897—322, в 1908—358, в 1920—383, в 1926—479, в 1938—397, в 1949—400, в 1958—260, в 1970—131, в 1989 — 33, 58 в 2002 году (русские 76 %), 21 в 2010.